# Castelo de Seia
O Castelo de Seia, atualmente desaparecido, localizava-se na cidade, freguesia e no (atual) Município de Seia, no Distrito da Guarda, em Portugal.
Sentinela na vertente Oeste da serra da Estrela, erguia-se no local onde é atualmente a Igreja Paroquial de Seia, ou Igreja de Nossa Senhora da Assunção, cujo início da construção se deu em 1843, reutilizando parte da pedra do primitivo castelo, que se achava muito arruinado.
O Castelo permanece vivo, entretanto, no brasão de armas da cidade, onde duas torres, uma de maiores dimensões, arrematada por outra menor, representam a importância histórico-militar do castelo.

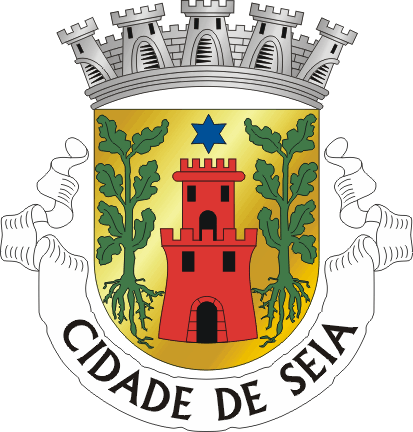
Brasão de Seia, onde se destaca o Castelo

## História

### Antecedentes
A primitiva ocupação humana do local da actual Seia remonta à época pré-romana, quando da fundação de uma povoação pelos Túrdulos, por volta do século IV a.C., denominada como Senna. Após a Invasão romana da Península Ibérica foi fortificada pelos invasores, quando passou a constituir em um ópido com o mesmo nome. Foi posteriormente ocupada por Visigodos e por Muçulmanos, este últimos a partir do século VIII.
O rei visigodo Vamba terá fixado os limites da diocese de Egitânia até aos domínios da cidade de Sena.

### O castelo medieval
Em 910, o castelo fora tomado por Ordonho II, mas foi retomado pelos muçulmanos liderados por Almançor, rei de Córdova, em 985.
À época da Reconquista cristã da Península Ibérica, a povoação foi definitivamente conquistada aos mouros por Fernando Magno (1055), que determinou edificar (ou reedificar) a sua fortificação. Sobre este episódio, a crónica do monge Silas relata a violência do ataque e como os cristãos colocaram em fuga desordenada os ocupantes da Ópido Sena, em direcção à Ópido Visense (atual Viseu).
A importância de Seia é atestada no texto do foral de Talavares, passado por D. Teresa de Leão, condessa de Portugal, onde se refere: "D. Tarasia regnante in Portucale, Colimbria, Viseu et Sena [...]" ("D. Teresa, que reina em Portugal, Coimbra, Viseu e Seia (…)")
À época da formação da nacionalidade portuguesa, Bermudo Peres de Trava, genro de D. Teresa, iniciou uma revolta no Castelo de Seia. Não teve sucesso, uma vez que o infante D. Afonso Henriques (1112-1185), tendo disto tido conhecimento, foi ao encontro dele com as suas forças e expulsou-o do castelo (1131) (Crónica dos Godos, Era de 1169). D. Afonso Henriques, no ano seguinte, fez a doação dos domínios de Seia e seu castelo ao seu valido João Viegas em reconhecimento por serviços prestados (1132). Poucos anos mais tarde, o soberano passou o primeiro foral à povoação em 1136, designando-a por Civitatem Senam.
A cidade recebeu novos forais sob os reinados de Afonso II de Portugal (Dezembro de 1217), de Duarte I de Portugal (Dezembro de 1433), de Afonso V de Portugal (Agosto de 1479) e, finalmente, "Foral Novo" de Manuel I de Portugal (1 de Junho de 1510).
Pouco mais tarde surge D. Rodrigo de Castro, chamado o "Hombrinhos, Capitão de Safim, como alcaide-mor do seu castelo.
Posteriormente, na segunda metade do século XVI, foi Alcaide-mor do Castelo de Seia o fidalgo Diogo de Barbuda, casado com D. Susana de Almeida, filha do vice-rei da Índia, D. Francisco de Almeida.
A partir de então não são identificadas referências adicionais a este castelo, anterior à nacionalidade.